# Вагарш I
Вага́рш I (вірм. Վաղարշ Ա , також Вагарша́к вірм. Վաղարշակ) — цар Великої Вірменії (116–140/144) з династії Аршакідів. Очоливши влітку 116 року повстання вірменів проти Римських загарбників, відновив незалежність Вірменії, та за підтримки парфянського царя Хосрова I був проголошений царем. Після смерті імператора Траяна 117 року римські війська цілком залишили Вірменію а новий імператор Адріан визнав Вагарша царем.

## Правління
За Вагарша Вірменія переживала добу миру та відбудови. За відомостями Мовсеса Хоренаці Вагарш перебудував місто Вардкесаван та перейменував його на свою честь — Вагаршапат — «місто Вагарша» (сучасний Ечміадзін).